# Ack, att i synd vi slumra bort
Ack, att i synd vi slumra bort är en psalm med åtta verser från 1814 av Carl Gustaf Cassel (1783-1866).
Tonsättning till psalmen skrevs bl. a. 1932 av Olof Andersson, som upptecknade musiken efter underlag från tunnbindaren och spelmannen Bror Strand (1891-1968) i Urshult.
|  |
|  |

## Bakgrund
Till den år 1811 tillsatta psalmbokskommittén insände Carl Gustaf Cassel hela sexton psalmer (fyra omarbetningar, tolv original), vilka kommittén ansåg "förtjäna närmare skärskådning". I "Förslag till förbättrade kyrkosånger", 1814, infördes tre av Cassels förslag, nämligen botpsalmen "När jag besinnar, store Gud", dödsberedelsepsalmen "Ack, att i synd vi slumre bort", betydligt förkortad och ändrad, samt morgonpsalmen "O Gud, mitt hjerta tackar dig" (sammandragen från sex till två strofer). Dessa publicerades som nummer 254, 383 respektive 353 i förslaget. 

## Publicerad i
- 1819 års psalmbok som nummer 450 under rubriken "Med avseende på de yttersta tingen: Livets korthet och dödens visshet".
- 1937 års psalmbok som nummer 542 under rubriken "De yttersta tingen: Livets förgänglighet och evighetens allvar".

## Källa
- Svenskt Biografiskt Lexikon, Band 07 (1927), sida 647: Carl Gustaf (Wiberg) Cassel